# Dichagyris flavida
Dichagyris flavida là một loài bướm đêm trong họ Noctuidae.